# The Perks of Being a Wallflower
The Perks of Being a Wallflower (no Brasil e em Portugal, As Vantagens de Ser Invisível) é um romance epistolar do escritor norte-americano Stephen Chbosky. Publicado pela primeira vez nos Estados Unidos em 1 de fevereiro de 1999 pela editora MTV Books,  foi depois publicado em dezesseis países e traduzido para treze idiomas. Também encontra-se disponível nos formatos digital e áudio.
Narrado na primeira pessoa por um adolescente que se autodenomina "Charlie", a trama acompanha diversas cenas da vida do rapaz através de cartas escritas por ele a uma pessoa anônima. O romance aborda temas como introversão, sexualidade, uso de drogas e outros assuntos comuns na adolescência. Além disso, conforme a história avança, também são mencionadas diversas obras da literatura, do cinema e da cultura pop em geral e discutidos seus significados.
Chbosky levou cinco anos para escrever o romance, publicando-o aos 29 anos. Ele se inspirou em lembranças de sua própria juventude para criar os personagens e outros aspectos importantes da história. Apesar de ser seu primeiro trabalho, o livro obteve significativo sucesso comercial — entretanto, por seu conteúdo polêmico, foi banido de algumas escolas públicas dos Estados Unidos. Mesmo assim, foi acolhido por adolescentes de todo o país e se mantém popular até a atualidade.
Em setembro de 2012 foi lançado um longa-metragem homônimo durante o Festival de Toronto, com Logan Lerman, Emma Watson e Ezra Miller interpretando as personagens principais. Dirigido e roteirizado pelo próprio Chbosky, a adaptação cinematográfica da obra foi bem recebida pela crítica e pelo público, sendo considerado relativamente fiel ao material original.
Em comemoração aos 20 anos de lançamento da obra, a editora Intrínseca anunciou que lançaria uma nova edição do livro, com capa especial e trecho inédito. A nova edição chegou ao mercado em 15 de agosto de 2020.

## Enredo
"Charlie" é o apelido do narrador adolescente do romance, que está prestes a começar seu primeiro ano do ensino secundário. O livro é apresentado por meio de cartas que Charlie escreve para uma pessoa anônima, que ele não conhece — ele ouve meninas falarem de forma carinhosa sobre essa pessoa em uma conversa no colégio. Charlie começa seu ano de calouro apreensivo devido à morte de seu único bom amigo Michael, que cometeu suicídio alguns meses antes. Ele não sente que pode confiar em seus pais ou irmãos mais velhos para apoiá-lo, porque eles nunca o compreenderam verdadeiramente. Ele também explica que o único parente de quem já se sentiu perto foi sua tia Helen(amada), mas ela foi morta em um acidente de carro anos atrás.
Charlie rapidamente faz amizade com dois alunos mais velhos: Sam e seu meio-irmão Patrick.  Ele logo desenvolve fortes sentimentos pela garota. Os dois apresentam a ele muitas experiências novas e também a um grupo de amigos veteranos desajustados. Charlie escreve sobre situações em que ele fica com seus novos amigos — incluindo ir a festas, dirigir ao longo do túnel da sua cidade e sentir-se "infinito", assistir e atuar no espetáculo Rocky Horror Picture Show, ir a seu primeiro encontro, e experimentar várias drogas. Depois de uma festa onde Charlie consumia drogas, a polícia encontra o garoto deitado na neve em algum lugar, desmaiado. No hospital, falando com a polícia e com seus pais, descobrimos que Charlie muitas vezes tem visões, mostrando que ele não está mentalmente bem.
Bill, o professor de inglês de Charlie, também desempenha um papel importante em sua vida. Após dar uma nota "C" num trabalho seu sobre um romance, Bill começa a oferecer ao rapaz livros para que ele leia fora da classe de aula e encoraja-o a escrever ensaios sobre cada um deles. Bill, então, os corrige para ajudar Charlie a desenvolver melhor sua dicção e sintaxe.
Além de ter de lidar com seus sentimentos por Sam, Charlie tem um breve relacionamento com Mary Elizabeth, uma garota de seu círculo de amigos. Ele a leva para um baile na escola e também a alguns encontros. A princípio, Charlie não se importa com o quão unilaterais suas conversas são. Mas, depois de Mary Elizabeth comprar-lhe um livro, ele sente uma mudança no ritmo das coisas de que não gosta. Durante uma festa, em um jogo de verdade ou desafio?, Charlie é desafiado a beijar a menina mais bonita da sala. Ele beija Sam, e seu relacionamento com Mary Elizabeth termina oficialmente.
Sam também inicia um relacionamento com um rapaz chamado Craig, que é "atraente e bem-talhado". Charlie não gosta da maneira como ele a trata, explicando que se Craig tirou uma foto bonita de Sam, ele logo pensa que é graças a seus dons de fotógrafo, e não devido à beleza da modelo. Após seu relacionamento com Charlie, Mary Elizabeth namora um amigo de Craig chamado Peter, que ela diz "melhor complementá-la". Sam e Craig, em seguida, separam-se. Charlie descobre por Peter que Craig a traia com outras garotas.
Além disso, Charlie escreve sobre o relacionamento de Patrick com Brad, o quarterback do time de futebol americano que é gay, mas que ainda não "saiu do armário". Um dia, o pai de Brad vê seu filho com Patrick, tendo relações no porão. Ele dá uma surra em Brad. O garoto chega com hematomas na escola e finge não saber quem Patrick é. Quando um dos amigos de Brad agride Patrick, Brad não o ajuda e ainda o chama de "veado", causando uma luta no meio do refeitório. Os amigos de Brad se unem contra Patrick e começam a espancá-lo. Charlie vem em socorro de Patrick. Sozinho, ele acaba vencendo as pessoas que machucavam seu amigo. Ajudando Patrick a se erguer, ele avisa Brad que se machucassem Patrick de novo, ele iria cegá-los.
Outra relação discutida é a de sua irmã, que está namorando Derek, um jovem que Charlie viu bater nela. Charlie é especialmente sensível a esse fato, uma vez que sua tia Helen tornara-se "louca" após sofrer abusos de homens ruins. Sua irmã, eventualmente, termina com o cara.
Charlie cresce muito durante a história e aprende a "participar da vida", como aconselhado por Bill. Conforme o tempo passa, ele percebe que, com o fim do ano letivo, todos os seus amigos e sua irmã partirão para suas respectivas faculdades. Sam foi aceita na Penn State e Patrick está indo para a Universidade de Washington. Charlie assiste à cerimônia de graduação, e na noite seguinte Sam reúne todos os seus colegas na casa dela para que contem histórias. Quando todos vão embora, Sam confronta Charlie sobre por quê ele nunca a chamou para sair e ele diz que só queria vê-la feliz. Eles se beijam e deitaram na cama. Quando ela acaricia sua perna, lembranças voltam à mente do garoto, de quando sua tia Helen tocara sua perna da mesma forma quando ele era criança. Sam e Charlie passam a noite juntos e na manhã seguinte ela e Patrick partem. Sozinho em casa, Charlie começa a lembrar das coisas que aconteceram ao longo do ano e sua condição começa a ficar ruim novamente. Seus pais o encontram nu, em estado catatônico, e o levam para o hospital. Ele não fala com ninguém por dias.
No hospital, Charlie vê uma psiquiatra que começa a lhe perguntar sobre sua tia Helen, que aparentemente não estava totalmente sã. Charlie se abre para a médica, e ela revela aos pais do garoto que tia Helen o havia molestado sexualmente quando ele ainda era criança, e que esta é, provavelmente, a razão por que Charlie não estar mentalmente bem. Ele permanece no hospital por um tempo, com visitas ocasionais de seus irmãos e amigos, e, eventualmente, vai para casa, planejando continuar vendo a psiquiatra.
Um pouco mais tarde, Patrick e Sam vão com Charlie de carro até o túnel, e, desta vez, Charlie fica em pé na parte de trás do veículo. No final, ele descobre que pode continuar com a vida sem medo, porque agora não é mais "invisível".

## Personagens
- Charlie: O protagonista e narrador do romance. É um garoto introvertido, que tem dificuldade de se relacionar com membros de sua própria família. A única pessoa de quem já foi realmente próximo foi sua tia Helen, que faleceu em um acidente de carro muitos anos atrás.[3] Ele recentemente perdeu seu único amigo Michael, que cometeu suicídio, e agora deve entrar no ensino secundário sem ninguém para apoiá-lo.[2] No entanto, ele logo conhece dois veteranos e seu grupo de amigos desajustados,[4] e sua vida toma um novo rumo.
- Sam: Uma veterana, que sempre escolhe os piores garotos para namorar.[33] É descrita com "cabelos castanhos e belos olhos verdes".[34] Sua mãe se casou novamente e, assim, ela ganhou um meio-irmão, Patrick — de quem é muito próxima.[35] Eles participam juntos de um espetáculo com colegas da escola, o Rocky Horror Picture Show.[7] Charlie se apaixona por ela, mas não tem coragem de se declarar.[36]
- Patrick: Um rapaz extrovertido e engraçado, que Charlie conhece na aula de trabalhos manuais.[37] Ele está no último ano do colégio e mantêm um relacionamento secreto com Brad, que joga no time de futebol americano.[38] Patrick vem a se tornar um grande amigo e conselheiro de Charlie conforme se conhecem melhor.[39]
- Bill: O professor de inglês de Charlie que, progressivamente, torna-se seu amigo. Ele dá livros clássicos para o garoto ler fora das aulas porque vê que Charlie possui "um grande potencial".[40] Bill pensava em se mudar para Nova York no final das aulas para escrever peças de teatro, mas acaba abandonando a ideia por gostar muito de lecionar. Ele também irá se casar com uma moça que namora desde os tempos da faculdade.[29]
- A família de Charlie: São quatro pessoas — os pais, com quem Charlie não possui muita proximidade; sua irmã, que está no último ano da escola; e o irmão mais velho, que conseguiu uma bolsa de estudos na faculdade Penn State por ser jogador de futebol e que vem para casa em ocasiões especiais.[3] No decorrer do livro, de diferentes formas, Charlie se aproxima de todos eles — especialmente de sua irmã, levando-a para fazer um aborto numa clínica especializada.[41]
- Os amigos de Sam e Patrick: Trata-se de um grupo de pessoas, cada um com sua peculiaridade, que aceita e se diverte com Charlie. Eles se reúnem ocasionalmente numa lanchonete chamada "Big Boy". São eles: Mary Elizabeth, uma garota autoritária e inteligente que gosta de jazz e edita uma revista intitulada Punk Rocky;[7] Alice, que gosta de cinema e dos livros de Anne Rice;[42] Bob, um rapaz que frequenta o colégio comunitário, mora com os pais sempre ausentes e usa drogas;[43] e o novo namorado de Mary Elizabeth, Peter, que chega mais tarde na história.[14]

## Antecedentes

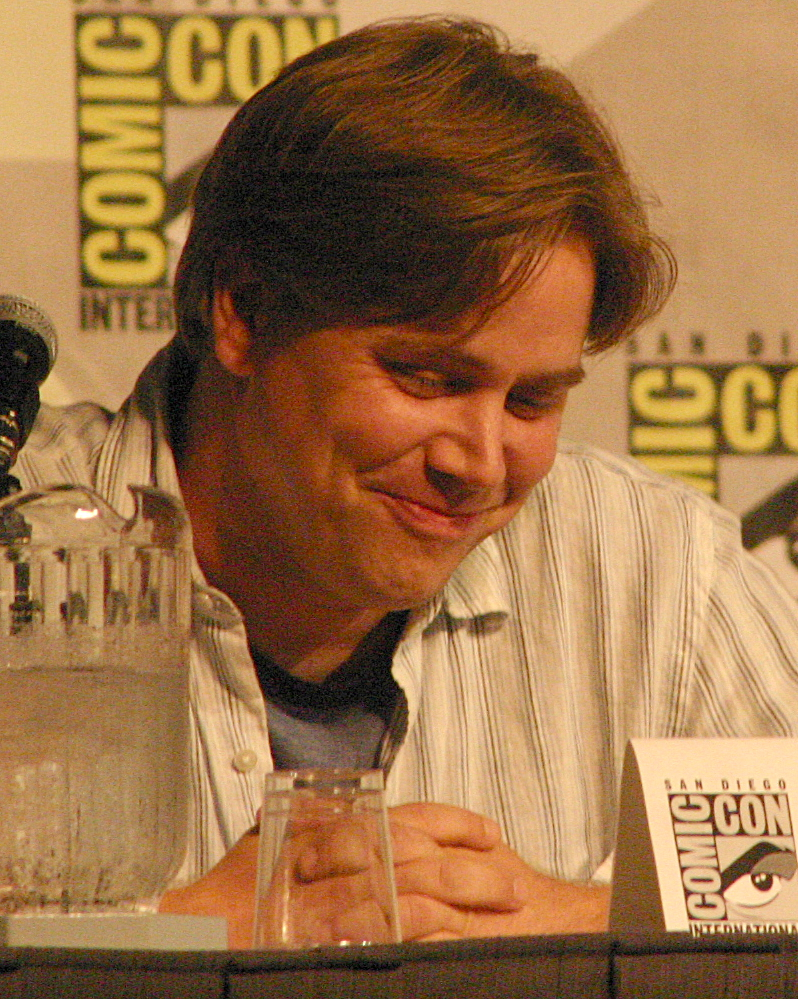
Acima, o escritor Stephen Chbosky na San Diego Comic-Con em 2006.

Em 1994, Stephen Chbosky estava trabalhando em um "tipo de livro muito diferente" de The Perks of Being a Wallflower, quando escreveu a frase "I guess that's just one of the perks of being a wallflower". Ele lembra: "Escrevi a linha. E parei. E percebi que em algum lugar naquela [sentença] encontrava-se o garoto que eu estava realmente tentando achar". Ele começou a escrever o romance na faculdade, quando já tinha o título e algumas imagens em mente. A ideia das cartas endereçadas a uma pessoa anônima veio de uma experiência real: no último ano do ensino médio, Chbosky enviou uma carta sem assinar a seu ídolo Stewart Stern (roteirista de Rebel Without a Cause); após um ano e meio de busca, Stern o encontrou e desde então passou a ser seu mentor — foi ele, inclusive, a primeira pessoa a ler o roteiro do filme baseado em The Perks of Being a Wallflower.
Chbosky demorou cinco anos para escrever o livro, publicando-o aos 29 anos. Ele passava por "um momento difícil" em sua vida quando decidiu escrever o romance — chegando a dizer que "estava sem esperanças" naquele período e que após terminar a obra "estava em um lugar muito melhor". Ele também afirmou que, com esta história, gostaria de transmitir a seus leitores jovens a mensagem de que eles não estavam sozinhos e que tudo pelo que eles estavam passando "é válido e merece ser respeitado e comemorado". O livro é semi-autobiográfico: através de Charlie, Chbosky escreve muito do que ele próprio sentia e pensava na adolescência. Entretanto, ele afirmou que apesar de se identificar com Charlie sua vida no colégio "foi, de muitas maneiras, diferente".
O nome do protagonista não foi retirado de uma pessoa real; na verdade, mesmo após começar o romance, Chbosky ainda não tinha um nome em mente. Contudo, após escrever o primeiro "Com amor", ele soube como chamaria o garoto. Ele incluiu no livro inúmeros detalhes do seu crescimento em Pittsburgh, sua cidade natal — como o Rocky Horror Picture Show, que ele gostou muito de ver nessa época. Ele apreciava muito observar e ouvir confissões de seus colegas, de modo que ao escrever o romance ele apenas reuniu todas aquelas informações para criar suas personagens: Sam tornou-se a união de várias garotas diferentes, enquanto Patrick é uma celebração de todas as crianças gays que "encontraram seu caminho e construíram sua própria identidade".

## Estrutura e temática
"Livros, músicas e filmes são mais do que entretenimento quando somos jovens. Eles nos ajudam a descobrir tudo o que somos, o quê nós acreditamos, e o quê esperamos que a nossa vida possa ser. Claro, muito do que é vendido para os jovens é apenas entretenimento, mas de vez em quando uma grande banda [...] ou um livro clássico [...] vem e muda a forma como olhamos para a juventude".

Stephen Chbosky, em entrevista para Chandra Rooney do blog Indigo.
Apesar de também ser lido por adultos, The Perks of Being a Wallflower apela sobretudo ao público juvenil. Ainda que escrito em 1999, sua história se passa entre 1991 e 1992. Chbosky a escreveu na forma de cartas porque achou que esta era a maneira mais íntima de falar ao leitor. Além disso, ele sentiu que esta seria uma forma de manter a história coesa, já que a juventude possui altos e baixos — onde, segundo o próprio romancista, "um dia, você está no topo do mundo e [...] três semanas depois, você está terrivelmente deprimido". Isso se reflete na escrita de Charlie: no início, o texto do garoto é simples e infantil, mas, à medida que amadurece, ele começa a escrever de uma forma mais profunda e completa.
O livro aborda com naturalidade elementos como sexo e drogas, evitando tanto criticar quanto glorificar esses temas. Também estão presentes outros assuntos, como problemas com a imagem corporal, distúrbios alimentares, a dor do primeiro amor e as relações entre amigos. A obra traz diversas referências à cultura pop, que exercem um papel importante na formação do protagonista. Músicas de bandas como The Smiths, Nirvana, The Beatles e U2 são citadas ao longo de toda a história, bem como o filme Reds e a série televisiva M*A*S*H. Charlie também é um leitor ávido, e recebe de seu professor de literatura obras como On The Road (de Jack Kerouac), To Kill a Mockingbird (de Harper Lee) e A Separate Peace (de John Knowles).

## Lançamento e recepção
Sendo o romance de estreia de Chbosky, The Perks of Being a Wallflower foi publicado pela MTV Books em 1999, tornando-se um sucesso imediato entre os leitores adolescentes e o título mais vendido da MTV Books um ano após o lançamento. Entretanto, ele não foi recebido com unanimidade pelos críticos. Em uma revisão negativa, a revista Publishers Weekly afirmou achá-lo "banal" e comentou que para questões dos adolescentes como sexo e timidez "Chbosky infunde uma insistência monótona na disposição supersensível de Charlie". Por outro lado, a revista Kirkus Reviews achou a narrativa de Chbosky "simples", comparando Charlie ao protagonista do clássico O Apanhador no Campo de Centeio, do romancista norte-americano J. D. Sallinger. A mesma comparação foi feita por vários críticos; no entanto, Chbosky afirmou em algumas entrevistas que mesmo gostando de O Apanhador, não tentara imitar o estilo de Sallinger — apesar deste ser, ao lado de F. Scott Fitzgerald e Tennessee Williams, uma importante influência em sua escrita.
Brangien Davis, em uma revisão para a loja virtual Amazon.com, elogiou a trama e comentou: "O que é mais notável sobre este engraçado, comovente e memorável primeiro romance de Stephen Chbosky é a precisão retumbante com que o autor capta a voz de um menino à beira da idade adulta". Por sua vez, Marah Eakin, escrevendo para o jornal The A.V. Club, comentou que aos olhos de um adulto o livro sofre de "um excesso de angústia pura e crua"; contudo, ela finalizou dizendo que, ao contrário de outras obras com público amplo e mais favoráveis ao desenvolvimento pessoal como a série Harry Potter da britânica J. K. Rowling, Perks falava a uma faixa etária mais específica e fazia bem a ela. Francisca Goldsmith, do jornal School Library Journal, afirmou que o livro possui uma "narrativa inteligente" que coloca os leitores como destinatários de cartas de Charlie, complementando: "Este relatório sobre a sua vida vai envolver os leitores adolescentes pelos próximos anos".
The Perks of Being a Wallflower também despertou controvérsia devido ao retrato que Chbosky faz da sexualidade adolescente e do uso de drogas. O livro foi proibido em algumas escolas de Massachusetts, Winsconsin e Long Island, e apareceu em listas de 2006, 2008 e 2009 da Associação de Bibliotecas Americanas dos "dez livros mais frequentemente contestados". Apesar disso, ele se manteve popular no decorrer dos anos, com os próprios leitores indicando-o para seus amigos na base do "boca a boca". Isto se reflete de diversas formas; Chbosky, por exemplo, já chegou a receber cartas de adolescentes que após lerem seu romance desistiram de se suicidar, tal foi o sentimento de conexão que sentiram com Charlie. Além disso, até 2007 mais de 700.000 cópias da obra haviam sido vendidas nos Estados Unidos.  Em agosto de 2012, a rádio norte-americana NPR organizou uma pesquisa entre o público jovem e listou "os cem melhores romances adolescentes"; The Perks of Being a Wallflower encontrava-se em 16º lugar no ranking.
Por conta do lançamento de sua adaptação cinematográfica, a obra alcançou o primeiro lugar na referencial lista de livros infanto-juvenis mais vendidos (em brochura) do jornal The New York Times, no final de 2012. No mesmo período, ele atingiu a marca de 1,5 milhão de cópias impressas nos Estados Unidos, com disponibilidade tanto em formato impresso (brochura e capa dura), quanto em áudio e para download digital para o leitor Kindle. Além disso, foi publicado em dezesseis países e traduzido para treze idiomas. No Brasil, foi lançado originalmente em 2007 com uma tiragem de quatro mil exemplares.

## Adaptação para o cinema

Imagem promocional do filme. Da esquerda para a direita: Ezra Miller, Emma Watson e Logan Lerman caracterizados como Patrick, Sam e Charlie, respectivamente.

Chbosky afirmou muitas vezes que desde que começou a escrever The Perks of Being a Wallflower ele tivera a vontade de ver sua história adaptada para o cinema, dizendo também que este "era o sonho de sua vida". Após o lançamento do romance, seu agente recebeu diversas ofertas de estúdios interessados em obter os direitos do livro, inclusive de uma empresa alemã, mas Chbosky optou por não vendê-los a ninguém, com esperanças dele próprio fazer a transposição da história para o cinema.
A produção da empresa Mr. Mudd desenvolveu a adaptação cinematográfica do romance, enquanto a Summit Entertainment distribuiu o filme no mercado norte-americano. Os produtores da Mr. Mudd — John Malkovich, Lianne Halfon e Russell Smith — contrataram Chbosky para escrever o roteiro e também para dirigir a obra. A produção é estrelada por Logan Lerman como Charlie, Ezra Miller como Patrick, e Emma Watson como Sam. Papéis secundários importantes foram ocupados por Nina Dobrev (como a irmã de Charlie), Paul Rudd (como Bill), além de Kate Walsh e Dylan McDermott (retratando os pais de Charlie). The Perks of Being a Wallflower foi rodado na área metropolitana da cidade de Pittsburgh, de 9 de maio de 2011 a 29 de junho do mesmo ano.
O longa-metragem foi lançado em 8 de setembro de 2012 no Festival de Toronto e foi bem recebido pela crítica especializada: ele possui uma aprovação de 85% no agregador de revisões Rotten Tomatoes, enquanto o Metacritic, numa escala de 0 a 100, lhe atribui uma nota 67 (indicando "opiniões geralmente favoráveis"). Ian Buckwalter, da revista The Atlantic Monthly, elogiou a fidelidade do filme em relação ao livro, além de comentar o que chamou de "excelente desempenho" do trio formado por Lerman, Miller e Watson. Por sua vez, Amy Biancolli, do jornal San Francisco Chronicle, afirmou que "The Perks of Being a Wallflower dói. Dói porque ele retrata a solidão, a ansiedade e a total bagunça fremente da adolescência que não é vista com frequência desde o auge [dos filmes do diretor] John Hughes". Com orçamento de 13 milhões de dólares, o longa-metragem rendeu pouco mais de 32 milhões nas bilheterias mundialmente. Também foi indicado a vários prêmios da indústria, incluindo um Independent Spirit Award.